# Oinasjärvi (sjö, lat 62,50, long 26,50)
Oinasjärvi är en sjö i Finland. Den ligger i kommunen Hankasalmi i landskapet Mellersta Finland, i den centrala delen av landet, 270 km norr om huvudstaden Helsingfors. Oinasjärvi ligger 123,2 meter över havet. Den är 16 meter djup. Arean är 82,6 hektar och strandlinjen är 5,64 kilometer lång. Sjön  ingår i Kymmene älvs huvudavrinningsområde.   I omgivningarna runt Oinasjärvi växer i huvudsak blandskog.